# 上川・留萌地方
上川・留萌地方（かみかわるもいちほう）は日本の都道府県の一つ、北海道における地域区分である。

## 概要
上川総合振興局（旭川市）と留萌振興局（留萌市）の管内。両管内とも北海道の北部を意味する「道北」に含まれるが、道北地域のうち宗谷総合振興局（稚内市）管内やオホーツク総合振興局管内の北部に当たる西紋地域（紋別市と紋別郡北西部）を含まないことを明確にする場合にこの呼称が使用される。令制国の区分では天塩国の大部分と石狩国の東部および胆振国の東端に相当するが「日胆」や「釧根」のような旧国名をルーツとする地域の総称は存在しない。
元々は旭川地方気象台の所管区域を指す呼称であり、天気予報以外で使用されることは少ないが後述のように2010年（平成22年）より施行された北海道総合振興局設置条例において定められた広域所管業務の関係で、北海道庁においてもこの地域区分が用いられるようになっている。

## 行政における使用例
北海道庁
北海道総合振興局設置条例では旧上川支庁・留萌支庁よりそれぞれ再編された上川総合振興局・留萌振興局とも地方自治法第155条における「支庁」として対等の関係を有しているが「広域で所管することが望ましい業務」に関しては上川総合振興局が留萌管内においても業務を担当する。
気象庁
旭川地方気象台が上川・留萌の両管内を所管しており、気象情報における地域区分の一つとして「上川・留萌地方」を使用している。同じ道北地域の宗谷管内は稚内地方気象台の所管である。